# La Ceiba Nueva
La Ceiba Nueva är en ort i Mexiko.   Den ligger i kommunen Santiago Sochiapan och delstaten Veracruz, i den sydöstra delen av landet, 400 km sydost om huvudstaden Mexico City. La Ceiba Nueva ligger 133 meter över havet och antalet invånare är 207.
Terrängen runt La Ceiba Nueva är platt. Runt La Ceiba Nueva är det glesbefolkat, med 16 invånare per kvadratkilometer. Närmaste större samhälle är Paso del Águila, 7,2 km söder om La Ceiba Nueva. Omgivningarna runt La Ceiba Nueva är en mosaik av jordbruksmark och naturlig växtlighet.